# Кель (Німеччина)
Кель (нім. Kehl) — місто в Німеччині, знаходиться в землі Баден-Вюртемберг. Підпорядковується адміністративному округу Фрайбург. Входить до складу району Ортенау. Місто Кель розміщене на річці Рейн і через «Міст Європи» сполучено з французьким містом Страсбург.
Площа — 75,06 км2. Населення становить 36 947 осіб (станом на 31 грудня 2020).